# INTASAT
INTASAT est le premier satellite artificiel développé par l'Espagne.

## Description
Ce petit satellite de 20,4 kg est placé en orbite le 15 novembre 1974 par un lanceur américain Delta 2310, depuis la base de lancement de Vandenberg. Il place sa charge utile principale, le satellite météorologique américain NOAA-4 (ITOS-G), et le satellite INTASAT sur une orbite héliosynchrone culminant à environ 1 450 km. La structure de INTASAT est un prisme droit à 12 faces de 44,2 cm de large pour 41,0 cm de haut. Il emporte un émetteur bi-fréquences dont les émissions sont reçues sur Terre par 40 observateurs qui permettent de mesurer la quantité d'électrons rencontrées par l'onde radio et d'évaluer les irrégularités et les scintillations de l'ionosphère. Le satellite est stabilisé par rotation achève sa mission, automatiquement par une minuterie à bord, de 2 ans après son lancement.